# Чепуріна Світлана Миколаївна
Світлана Миколаївна Чепуріна (11 червня 1984 , Нікополь, Дніпропетровська область ) — українська дзюдоїстка (у ваговій категорії до 63 кг). Майстер спорту України міжнародного класу.

## Спортивні досягнення
Переможниця Кубка світу з дзюдо (Баку, 2006 рік) - у ваговій категорії 70 кг .
Срібна призерка Кубків світу з дзюдо ( Таллін, 2010 , Баку, 2008).
Бронзова призерка Кубків світу з дзюдо ( Бухарест, 2010 , Каїр, 2010 , Софія, 2010 , Улан-Батор, 2009 ).
Чемпіонка України 2009  та 2012  років.
Переможниця Кубка України-2012 .
На Чемпіонаті Європи у Відні (2010 рік) боролася за третє місце з росіянкою Вірою Коваль, зрештою поступившись їй. При цьому сама Коваль зазначала, що «вона / Чепуріна / найнезручніший для мене суперник: висока, довгорука, незграбна. Мені з нею боротися однаково, що з деревом ... » .
Входила до складу збірної України, яка представляла країну на Чемпіонаті світу-2013 у Ріо-де-Жанейро , проте вибула у третьому колі змагань .
На Світовому «Гран-прі» з дзюдо в Алма-Аті 2013 року зайняла 5-е місце .

## Рейтинги
- Друге місце серед 50 найкращих дзюдоїсток України 2010 року[16] .
- Восьме місце в десятці найкращих дзюдоїсток України 2012 року[17] .
- 40-е місце серед дзюдоїсток вагової категорії до 63 кг у світовому рейтингу Міжнародної федерації дзюдо за 2013 року.[18]